# Lista de danças
Existem vários estilos de danças por terem surgido em época, local ou cultura diferente. São ritmos lentos,  contemporâneos, dançados individualmente, com parceiro, em grupo, casal.

## Classificação
As classificações das danças podem ser feitas, levando-se em conta diferentes critérios.
- Quanto ao modo de dançar:
  - dança solo (ex.: coreografia de solista no balé, sapateado, samba);
  - dança em dupla (ex.: tango, salsa,kizomba, valsa, forró, etc.);
  - dança em grupo (ex.: danças de roda, sapateado, gavota).
- Quanto a origem:
  - dança folclórica (ex.: catira, carimbó, reisado, etc.);
  - dança histórica (ex.: sarabanda, bourré, gavota, etc.);
  - dança cerimonial (ex.: danças rituais indianas);
  - dança étnica (ex.: danças tradicionais de países ou regiões).
- Quanto a finalidade:
  - dança erótica (ex.: can can, striptease);
  - dança cênica ou performática (ex.: balé, dança do ventre, sapateado, dança contemporânea);
  - dança social (ex.: dança de salão, axé music, tradicional);
  - dança religiosa/dança profética (ex.: dança sufi);
  - dança coreografada (ex.: Casamento, Debutantes, Bodas), etc.

## Estilos de dança
- An Dro
- Arrocha
- Axé
- Bachata
- Batuque
- Baião
- Ballet
- Bolero
- Break dance
- Bugio
- Caboclinhos
- Calango
- Caretada
- Carimbó
- Catira
- Chamamé
- Ciranda
- Coco
- Conga
- Coladera
- Corridinho
- Country
- Dança contemporânea
- Dança da chuva
- Dança da enxada
- Dança das fitas
- Dança de roda
- Dança de rua
- Dança de São Gonçalo
- Dança do cavalo-marinho
- Dança do dragão
- Dança-do-lelê
- Dança do leão
- Dança do ventre
- Dança moderna
- Dança profética
- Electro
- Fandango
- Flamenco
- Forró
- Foxtrot
- Frevo
- Funaná
- Funk
- Free Step
- Gangsta Walking
- Habanera
- Haka
- Hip hop
- Hopak
- Hula Hula
- Jazz
- Jerkin'
- Jive
- K-Pop
- Kizomba
- Krumping
- Kuduro
- Lambada
- Lundu
- Lindy Hop
- Marabaixo
- Maracatu
- Mambo
- Macelê
- Maxixe
- Melbourne Shuffle
- Merengue
- Moçaue
- Morna
- Pagode
- Pasodoble
- Polca
- Pole dance
- Pop Latino
- Pousade
- Quadrilha
- Quickstep
- Rancheira
- Rebolation
- Rumba
- Swing
- Salsa
- Samba
- Sapateado
- Sertanejo Universitário
- Soltinho
- Tango
- Twerk
- Twist
- Umhlanga
- Valsa
- Vogue
- West Coast Swing
- Whip
- Xaxado
- Xote
- Zouk
- Zumba